# Lilian Marijnissen
Lilian Marie Corneel Marijnissen (Oss, 11 luglio 1985) è una politica olandese, esponente del Partito Socialista (SP) e suo leader dal dicembre 2017 al dicembre 2023.